# Ectoganus
Ectoganus és un gènere extint de mamífer teniodont de la família dels estilinodòntids que visqué a Nord-amèrica des del Paleocè inferior fins a l'Eocè inferior, fa entre 50,5 i 59,2 milions d'anys. Se n'han trobat restes fòssils a Carolina del Sud, Colorado, Maryland, Montana, Nou Mèxic i Wyoming (Estats Units). Tenien el crani robust i les dents canines grosses que no deixaven de créixer mai. El nom genèric Ectoganus significa ‘lluïssor externa’, en referència a la capa d'esmalt que li cobreix la vora anterior de les dents incisives.